# NGC 1316A
NGC 1316A је лентикуларна галаксија у сазвежђу Пећ која се налази на NGC листи објеката дубоког неба.
Деклинација објекта је - 36° 54' 14" а ректасцензија 3h 23m 37,9s. Привидна величина (магнитуда) објекта NGC 1316 износи 14,0 а фотографска магнитуда 14,9. NGC 1316A је још познат и под ознакама MCG -6-8-8, FCC 192, IRAS 03217-3704, PGC 12688.